# هاروتیون میناسیان (نقاش)
هاروتیون (آرتوش) میناسیان (ارمنی: Հարություն Մինասյան زادهٔ ۹ دسامبر ۱۹۱۰ - درگذشتهٔ  ۲۹ ژوئیهٔ ۲۰۰۲ بازیگر، نقاش و منتقد تئاتر و از ارمنی‌های ایران بود.

## زندگی
هاروتیون میناسیان در سال ۱۹۱۰ میلادی (۱۷ آذر ۱۲۸۹) در رشت متولد شد. تحصیلات ابتدایی را در زادگاهش گذراند و تحصیلات متوسطه را در تبریز به پایان رسانید. آرتوش میناسیان پسر خاچاطور میناسیان معروف (هم‌رکاب یپرم‌خان در دوران مشروطهٔ گیلان) بود. هاروتیون میناسیان از کودکی به نقاشی پرداخت و در رشته‌های مختلف رنگ و روغن با کار کرد. او اگر چه در ایران به «نقاش دریاها» معروف است، اما تکنیک کاردک او در آفرینش مناظر زادگاهش گیلان برای کسانی که با تکنیک مدرن آشنایی دارند، جلوهٔ تازه‌تری دارد. خانه‌های گیلان، مناظر کوه، دشت و دریا از جمله مناظری است که صحنه‌های نقاشی میناسیان را پر کرده است. تابلوی عیسای مصلوب از کارهای خوب میناسیان محسوب می‌شود و تابلوی «بوسهٔ یهودا» در سال ۱۹۵۴ (۱۳۳۳) در پاریس در مجموعهٔ هنری جهان منتشر شد و مورد توجه ناقدان قرار گرفت.
او از سال‌های ۵۱–۱۹۴۰ (۱۳۳۰–۱۳۱۹) در تهران نمایشگاه‌های انفرادی متعددی برپا کرد و شاگردانی در کارگاه خصوصی خود تربیت کرد و در سال‌های ۱۳۳۵–۱۳۳۲ (۱۹۵۶–۱۹۵۳ م) در خاورمیانه، اروپا و آمریکا نمایشگاه‌های انفرادی برپا نمود. در سال ۱۹۵۸ (۱۳۳۷) نیز در نمایشگاه بین‌المللی ونیز شرکت نمود و در سال‌های ۱۹۶۲–۱۹۵۸ (۱۳۴۱۴–۱۳۳۷) در دوسالانه‌های تهران نقش فعالی داشت. در سال ۱۹۶۴ (۱۳۴۳) به مناسبت چهارصدمین سال تولد شکسپیر نمایشگاهی نیز در تهران برپا شد که وی نیز در آن شرکت کرد و مورد توجه عموم قرار گرفت.
هاروتیون میناسیان با تابلوهای دریایی خود معروف شده است، اما کارهای مدرن او از مناظر مختلف که با تکنیک مدرن کار شده و همچنین کارهای آبستره فیگوراتیو او دارای ارزش والاتری است. آخرین نمایشگاه وی در سال ۲۰۰۱ (۱۳۸۰) در موزه هنرهای معاصر ایران در تهران در کنار دیگر نقاشان معاصر ارمنی بوده است.
هاروتیون میناسیان در سال ۲۰۰۲ (۷ مرداد ۱۳۸۱) در تهران درگذشت.